# Perca americana de boca petita
La perca americana de boca petita (Micropterus dolomieu) és una espècie de peix pertanyent a la família dels centràrquids.
present a les conques dels rius Sant Llorenç i Mississipi, dels Grans Llacs d'Amèrica del Nord i la badia de Hudson des del sud del Quebec fins a Dakota del Nord, el nord d'Alabama i l'est d'Oklahoma. Ha estat introduït a Tanzània, la Colúmbia Britànica, Bèlgica (l'any 1873), el llac Ashinoko a Honshu -el Japó- (el 1925), Sud-àfrica (el 1937), les illes Hawaii (el 1953), Mèxic (el 1975) i, probablement també, el Canadà, Alemanya (el 1880) i Belize (el 1969).
És inofensiu per als humans, té una carn excel·lent i és apreciat pels afeccionats a la pesca esportiva.

## Morfologia
Pot arribar a fer 69 cm de llargària màxima (normalment, en fa 8) i 5.410 g de pes. Té 4-6 espines i 13-14 radis tous a l'aleta dorsal, el cos allargat, moderadament comprimit, de color verd oliva a la part dorsal i groc-blanc a la inferior. Presenta, generalment, entre 8-16 franges de color marró fosc als flancs, la boca grossa, terminal, lleugerament obliqua i amb la vora posterior del maxil·lar estenent-se fins a sota de l'ull.
La seua esperança de vida és de 26 anys.

## Ecologia

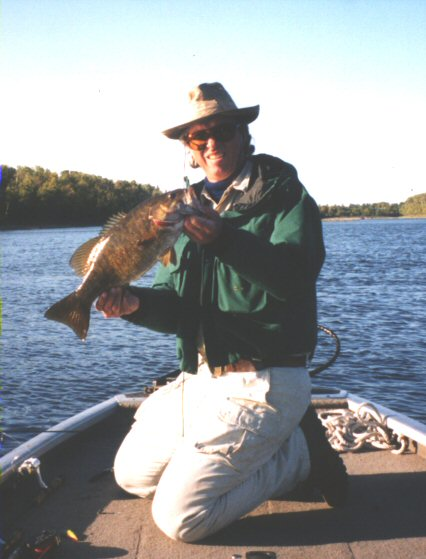
Exemplar capturat al riu Rainy (Minnesota).

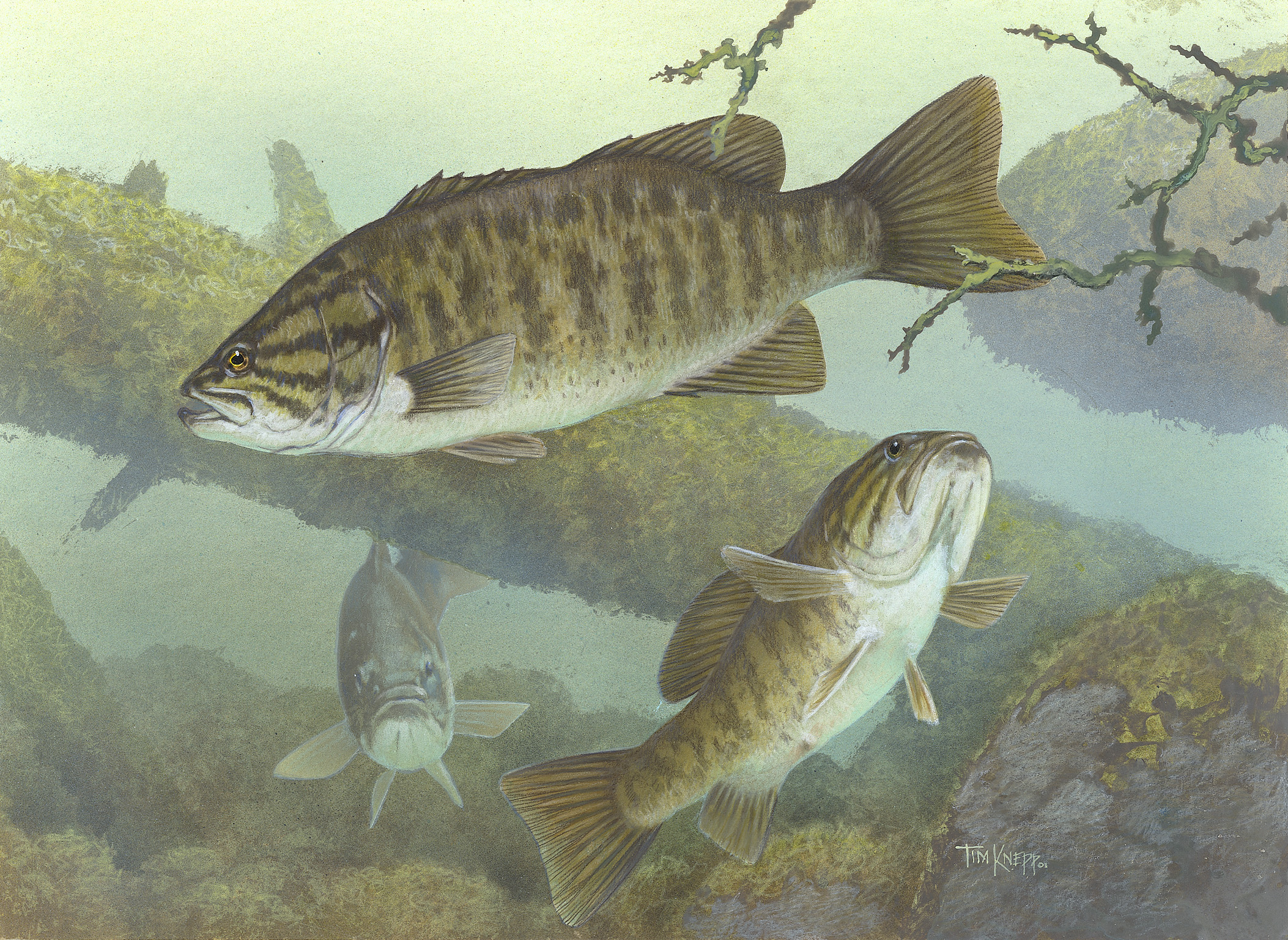
Representació artística de tres perques de boca petita

És un peix d'aigua dolça, bentopelàgic i de clima temperat (10 °C-30 °C; 47°N-34°N), el qual habita les àrees rocalloses i poc fondes de llacs, tolls de rius, cursos fluvials frescos i embassaments alimentats per aquests darrers.
Al Canadà és depredat per Ambloplites rupestris, Amia calva, Micropterus dolomieu, Catostomidae, Perca flavescens i tortugues
Els joves es nodreixen de plàncton i insectes aquàtics immadurs, mentre que els adults mengen crancs de riu, peixos i insectes terrestres i aquàtics. De vegades, és també caníbal.
Com fan altres centràrquids, el mascle excava i protegeix un niu petit i rodó perquè una o diferents femelles hi puguin dipositar llurs ous (també s'esdevé el cas contrari: que una única femella faci la posta en els nius de diversos mascles). Després de la fresa, la femella és foragitada i el mascle és l'únic responsable de vigilar la posta. Els ous (al voltant de 2.000 per cada femella) es desclouen al cap de 4-6 dies i les cries romanen al niu durant, si fa no fa, dues setmanes abans de dispersar-se.